# Jimmy Flynt
Jimmy Flynt (właściwie Jimmy Ray Flynt, ur. 20 czerwca 1948) – amerykański dziennikarz związany z wydawnictwem Larry Flynt Publications, młodszy brat Larry'ego Flynta i jego współpracownik. W latach 70., razem z bratem, aktywnie walczył o wolność prasy, gwarantowaną przez 1. poprawkę do konstytucji USA.